# Isaiah
Isaiah hoặc I-sai-a hay Ê-sai (tiếng Syriac: ܐܹܫܲܥܝܵܐ ˀēšaˁyā; tiếng Hy Lạp: Ἠσαΐας, Ēsaïās; tiếng Latin: Isaias; tiếng Ả Rập: إشعيا As̲h̲aʿyāʾ hay S̲h̲aʿyā; "Yah là cứu thế") là nhà tiên tri Do Thái thế kỉ 8 trước Công Nguyên, người được đặt tên cho Sách Isaiah.
Quan điểm truyền thống là tất cả 66 chương của sách Êsai đã được viết bởi một người, Isaiah - có thể trong hai khoảng thời gian giữa 740 TCN và khoảng năm 686 trước Công nguyên, cách nhau khoảng 15 năm và bao gồm những tuyên bố mang tính tiên tri kịch liệt của Cyrus Đại Đế trong Kinh thánh, nhằm khôi phục lại dân tộc Do Thái lưu vong ở Ba-by-lôn. Một quan điểm phổ biến cho thấy phần của nửa đầu cuốn sách (chương 1-39) là có nguồn gốc từ vị tiên tri lịch sử, xen kẽ với các bình luận về văn xuôi được viết vào thời của vua Josiah một trăm năm sau đó; Với phần còn lại của cuốn sách kể từ ngay trước và ngay sau khi cuộc lưu vong ở Babylon kết thúc, gần hai thế kỷ sau thời của vị tiên tri ban đầu.
Người Do thái và Kitô hữu xem Sách Sách của Êsai là một phần của kinh điển Kinh Thánh của họ; Ông là người đầu tiên được liệt kê (mặc dù không phải là sớm nhất) của Nevi'im Aharonim, các tiên tri sau này Người Hồi giáo coi Êsai là một tiên tri được đề cập trong việc diễn tả các kinh điển theo kinh điển của Hồi giáo